# Lestijoki
Lestijoki este o arie protejată (arie specială de conservare — SAC, sit de importanță comunitară — SCI) din Finlanda întinsă pe o suprafață de 370 ha, integral pe uscat.

## Localizare
Centrul sitului Lestijoki este situat la coordonatele 63°52′12″N 24°06′06″E / 63.87°N 24.1017°E.

## Înființare
Situl Lestijoki a fost declarat sit de importanță comunitară în august 1998 pentru a proteja 1 specie de animale. Situl a fost protejat și ca arie specială de conservare în aprilie 2015.

## Biodiversitate
Situată în ecoregiunea boreală, aria protejată conține 3 habitate naturale: Estuare, Lacuri și iazuri distrofice naturale, Râuri naturale fino-scandinave.
La baza desemnării sitului se află o specie protejată de  mamifere: vidră de râu (Lutra lutra).
Pe lângă speciile protejate, pe teritoriul sitului au mai fost identificate 12 specii de plante, 2 specii de păsări, 1 specie de amfibieni, 1 specie de nevertebrate, 2 specii de pești.